# マフサ・アミニの死
マフサ・アミニの死（マフサ・アミニのし）は、イラン・イスラム共和国の首都テヘランにおいて2022年9月13日、ヒジャブの着け方を理由に道徳警察（風紀警察）に拘束されたイラン国籍のクルド人女性マフサ・アミニ（マサ・アミニ、Mahsa Amini、22歳）が、3日後の16日に死亡した事件である。彼女の死はイラン各地での大規模な抗議デモとその弾圧に発展した。

## 経緯
2022年9月13日、アミニはイランの首都テヘランの駅で、風紀警察に逮捕された。その理由は、ヒジャブの着用方法が不適切だったことと、タイトなズボンを着用していたことであった。
アミニはバンに乗せられ、警察署に連行された。連行後、アミニは意識を失い、カスラ病院に救急車で搬送された。そして16日、死亡が確認された。同じく逮捕されバンに乗せられていた女性は、アミニがバンの中で暴行を受けていたとアミニの父親に証言している。暴行疑惑が浮上する中、16日にイランの大統領エブラヒム・ライシが、内務省に対しその調査を指示した。
警察当局はアミニの死因について心臓発作が原因であると主張しているが、アミニの家族は、これまでに健康上の問題はなく、健康的な22歳であったと説明しており、イラン政府による彼女は健康上の問題を有していたという主張とは対立している。

## マフサ・アミニについて
マフサ・アミニは、1999年9月21日に、イラン北西部コルデスターン州サッゲズのクルド人家族のもとに生まれた。マフサ（Mahsa）は彼女の正式なペルシャ語の名前であったが、クルド語の名前はジナ（Jina、Zhina）であり、彼女が家族によく知られた名前であった。弟が1人いた。父親は政府組織の職員で、母親は主婦である。アミニはサッゲズのTaleghani Girls' High Schoolに通学し、2018年に卒業している。死亡した当時、アミニは大学入学を認められたばかりで、弁護士になることを切望していた。
アミニの死後、コマラに所属する左翼政治活動家で、イラクのクルディスタンで亡命生活を送っているペシュメルガの戦闘員であるいとこが、アミニの家族としては初めてメディアに対して話をした。彼は、アミニは何らかの政治活動に関わっているというイラン政府による主張が誤っていると暴露した。アミニは政治を避け、ティーンエイジャーとして政治的な活動はしたことがなく、活動家ではなかった。アミニの家族によると、アミニはサッゲズに住む「恥ずかしがり屋で、内気」な人物だったと描写されている。

## 抗議運動

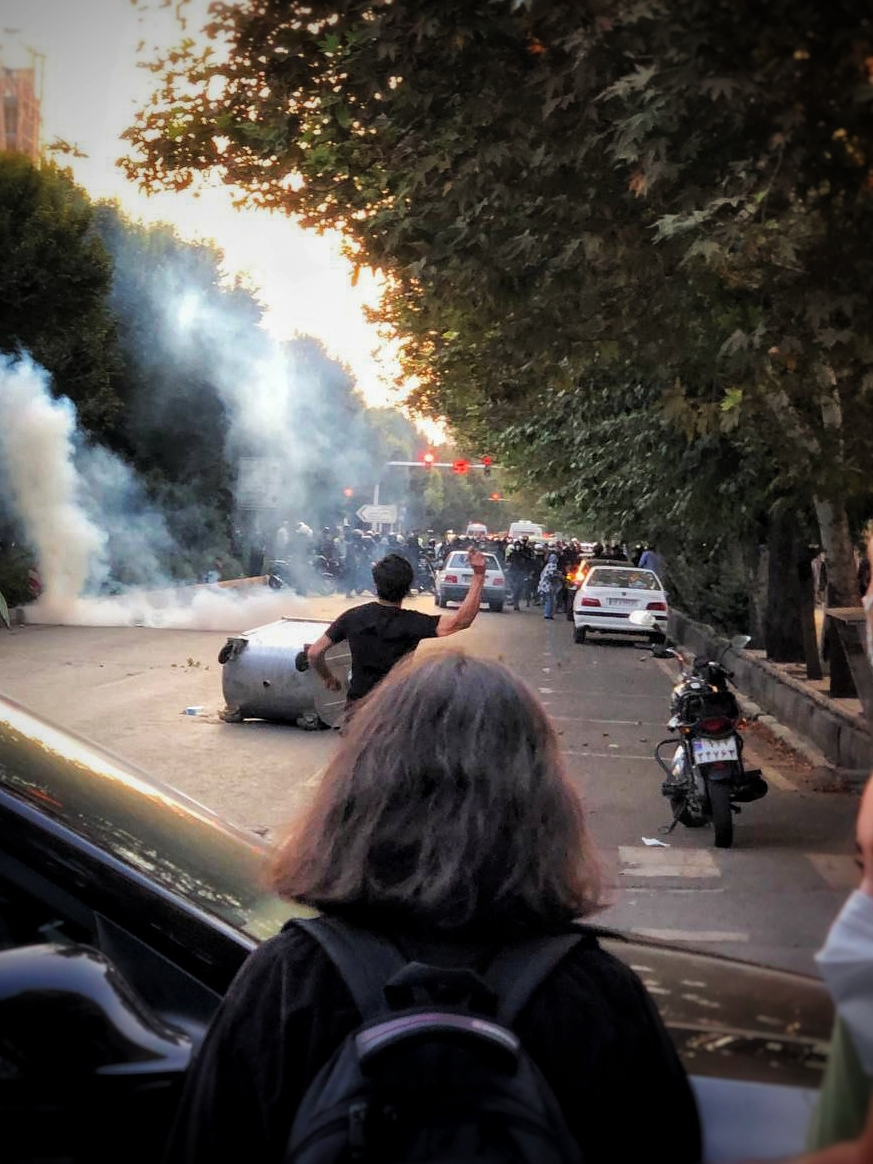
イラン国内での抗議行動

### イラン国内

#### 抗議デモ
アミニの死は、イラン全土での大規模な反政府デモに発展した。デモ参加者の多くが女性であるという。
デモでは、「女性、命、自由」というスローガンや以下のようなシュプレヒコールが見られた。
- 「ムッラーは消えろ」
- 「イスラム共和国なんかいらない」
- 「最高指導者に死を」

この他、同年10月8日には、国営テレビがハッキングされ、最高指導者ハメネイ師が炎に包まれた映像が流れる事態も発生した。アメリカ合衆国の日刊紙『ニューヨーク・タイムズ』は「デモ隊はイスラム共和国の終焉を訴え」ているとも報じた。またロイター通信はこの抗議デモが、最高指導部にとって「イスラム共和国樹立以降で最大とも言える試練」と評した。

#### 弾圧
抗議デモが拡大する一方、政府当局による弾圧も激しさを増し、デモ隊への発砲・銃撃も確認されている。一連の抗議デモの犠牲者は、子供も含め200人を超えると報じられている。また、多数の市民が政治犯として拘束されている状態で、拘束されている人物のリストも作成されている。
2022年12月8日には、イスラム革命防衛隊傘下の民兵組織「バスィージ」隊員を刃物で負傷させるなどしたとして、今回の抗議運動参加者では初の死刑が執行された。治安部隊員殺害の科で死刑が執行されたのは20～30歳代の男性4人で、取り締まり側を含めた抗議運動に伴う死者数は、イラン当局による2022年末の発表でも200人以上。イランの人権活動家通信によると、2022年時点で犠牲者数は約470人、拘束者数は約1万8000人に達し、12月5日から3日間のゼネラルストライキ（ゼネスト）も呼びかけられた。

#### 女子生徒への毒ガステロ
2022年11月から、女子生徒を狙った「毒ガステロ」が相次いでいる。2023年2月までの3か月間で、イラン国内の少なくとも15都市30校が攻撃を受け、700人以上の生徒が被害を受けたという。これは反政府デモに対するイスラム原理主義勢力による報復であるとされ、その目的は女子教育を停止することであるとみられている。

#### 抗議と弾圧の継続
2023年春時点では、デモなどには訴えないものの、テヘランなど大都市圏では女性がヒジャブを着けない「静かな抗議」が続いている。取り締まりを担う風紀警察は街頭で見かけなくなり、廃止されたとの報道もあったが、同年9月には復活が報じられた。

#### ナルゲス・モハンマーディ
イランの女性人権活動家ナルゲス・モハンマーディは投獄の身で抗議運動に連帯し、マフサ・アミニの命日である2023年9月16日には、刑務所内でヒジャブに火をつけた。獄中から密かに持ち出されたナルゲスのメッセージによると、2023年のノーベル平和賞が彼女に授与されることが刑務所内で伝わると、「女性、命、自由」というスローガンが女子房に響いたという。

## イラン国外の反応
抗議行動は、ドイツ、アメリカ合衆国の首都ワシントンやロサンゼルスでも行われている。ドイツのデモには、8万人が参加したという。日本の東京都では、同年10月9日、外務省前にて在日イラン人らが抗議デモを行い、日本政府に対してイランへの圧力を求めた。9月27日にオーストリアで開催されたイラン代表とセネガル代表のサッカー親善試合では、イラン代表選手全員が国歌斉唱の際に、イランの国旗がデザインされたユニフォームを隠すように黒い上着を着用した。同チームのエースであるサルダル・アズムンは試合前の25日、インスタグラムに「イラン女性の髪の毛1本のために犠牲になってもいい。イラン女性万歳」と投稿した。また、11月6日にアラブ首長国連邦のドバイで行われたインターコンチネンタル・ビーチサッカーカップで、男子イラン代表の選手が政府に対する抗議デモへの連帯とされるジェスチャーを示した。

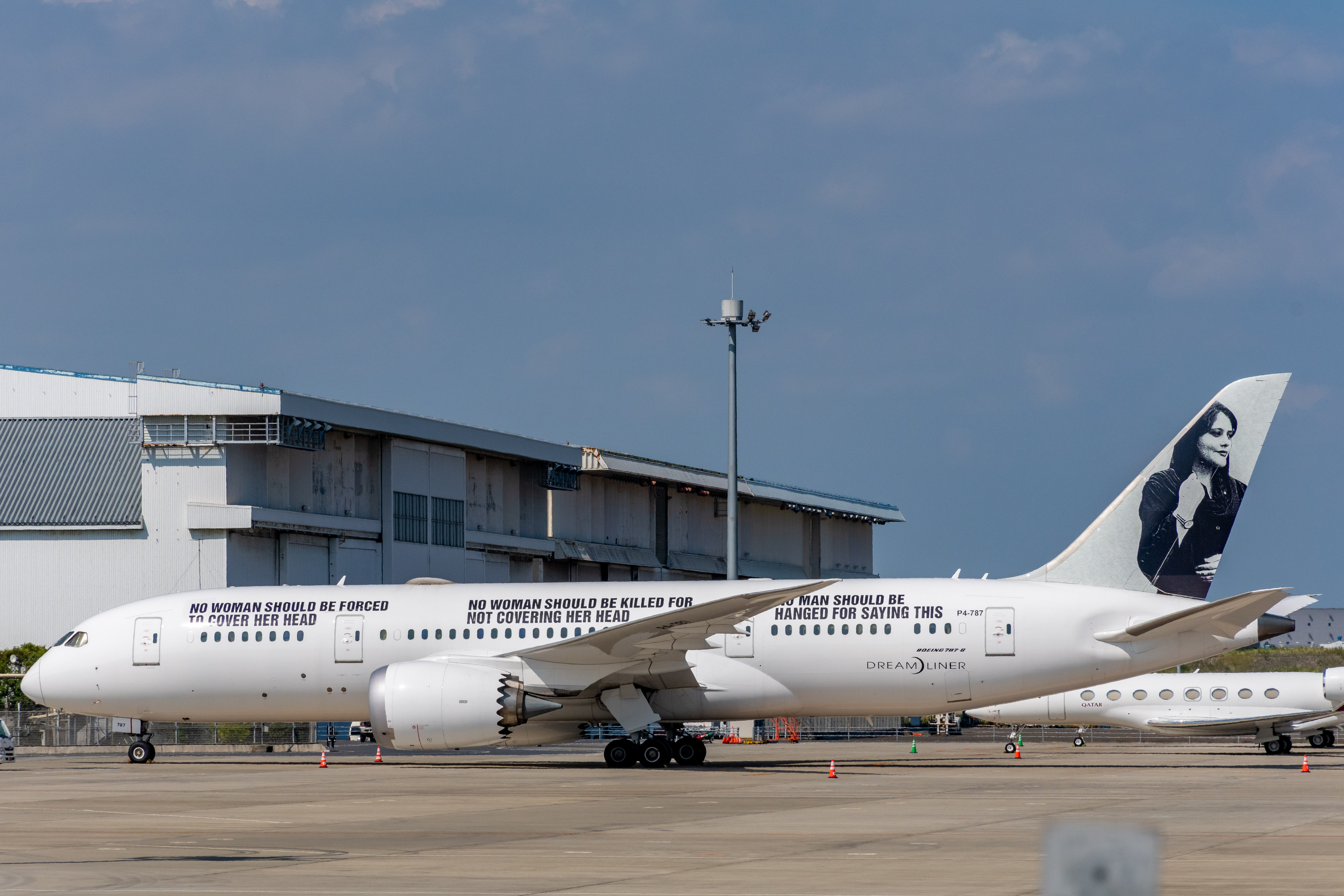
マフサ・アミニが描かれたボーイング787型機（機体記号:P4-787）

元パイロットで俳優・映画監督のエンリケ・ピニェイロは、自身が保有し、難民の避難など人道的な活動に利用しているボーイング787型機に特別塗装を施した。垂直尾翼の左側にはマフサ・アミニ、右側には、アミル・ナスルアザダニを大きく描き、胴体には "NO WOMAN SHOULD BE FORCED TO COVER HER HEAD" "NO WOMAN SHOULD BE KILLED FOR NOT COVERING HER HEAD" "NO MAN SHOULD BE HANGED FOR SAYING THIS"との標語を描いている。

### EUや各国政府による措置
- 欧州連合（EU）：女性の死と抗議デモの弾圧を受けて、風紀警察とその幹部、イッサ・ザレプール情報通信技術相らに制裁を科した[41]。
- アメリカ合衆国：バヒディ内相やザレプールらがデモ弾圧を主導したとして高官7人を制裁対象に加えた[25]。
- カナダ：「女性を組織的に迫害している」として風紀警察等に制裁を科した[42]。
- イギリス：風紀警察、イラン革命防衛隊幹部への制裁を科した。外相のジェームズ・クレバリーは「女性を抑圧し、国民に激しい暴力を加えたことについて責任を追及する」と述べた[43]。

### イランによるイラク北部クルディスタン地域への攻撃
イラン国内でデモが始まった直後の2022年9月24日以降、イラン革命防衛隊は在外クルド人武装勢力が扇動しているとして、イラク北部のクルディスタン地域を弾道ミサイルと自爆ドローンで攻撃し、イラク外務省から抗議を受けた。

## 映画化
「女性、命、自由」運動を背景に、イランの映画監督モハマド・ラスロフが制作した『聖なるイチジクの種』が第77回カンヌ国際映画祭で2024年5月24日上映され、総立ち拍手が10分以上続くなど賞賛された。ラスロフは体制批判的な映画制作で禁錮刑鞭打ち刑の有罪判決を受け、同月13日にイランを脱出して映画祭に参加しており、イラン当局は上映見送りを求めて圧力をかけたと報じられた。

## 参考資料
- The New York Times (2022年9月28日). “警官を取り囲み袋叩き｢イラン反体制デモ｣の壮絶”. 東洋経済オンライン.  東洋経済新報社. 2022年11月5日閲覧。